# Homonota horrida
Homonota horrida este o specie de șopârle din genul Homonota, familia Gekkonidae, descrisă de Burmeister 1861. Conform Catalogue of Life specia Homonota horrida nu are subspecii cunoscute.